# Список умерших в 573 году

## Апрель
- 2 апреля — Никита Лионский, епископ Лиона (551/552—573), раннехристианский католический святой.

## Август
- Евфроний Турский, епископ Тура (555/556—573), святой, почитаемый в Римско-католической церкви.

## Дата смерти неизвестна или требует уточнения
- Альбоин, король лангобардов (с 566).
- Брендан Биррский, игумен Биррский.
- Ваефар, герцог Алеманнии (до 573).
- Гвенддолеу ап Кейдио, король Северного Солуэя (ок. 550—573).
- Кабус ибн аль-Мунзир, царь (малик) государства Лахмидов (569—573).
- Калетрик Шартрский, епископ Шартра, святой.
- Нарсес, полководец и влиятельный придворный Восточной Римской империи армянского происхождения при императоре Юстиниане I.
- Ованес II, армянский католикос (557–574).
- Патерн Авраншский, епископ Авранша (около 552 — около 565), святой, почитаемый в Римско-католической церкви.
- Розамунда, дочь короля гепидов Кунимунда и супруга первого короля лангобардов в Италии Альбоина.